# Solieria fulvipalpis
Solieria fulvipalpis là một loài ruồi trong họ Tachinidae.